# Sinicintoppen
Sinicintoppen är ett berg i Antarktis. Det ligger i Östantarktis. Norge gör anspråk på området. Toppen på Sinicintoppen är 2 330 meter över havet, eller 680 meter över den omgivande terrängen. Bredden vid basen är 6,3 km. Sinicintoppen ingår i Otto-von-Gruber-Gebirge.
Terrängen runt Sinicintoppen är kuperad västerut, men österut är den platt. Trakten är obefolkad. Det finns inga samhällen i närheten. 